# Maodo Nguirane
Maodo Malick Nguirane (Yeumbeul, 10 novembre 1993) è un cestista senegalese, di formazione spagnola.